# Dáli kormányzóság

Dáli kormányzóság elhelyezkedése Jemenen belül

Ed-Dáli kormányzóság (arabul محافظة الضالع [Muḥāfaẓat aḍ-Ḍāliʿ]) Jemen huszonegy kormányzóságának egyike. Az ország délnyugati részén fekszik. Északnyugaton Ibb, északkeleten és keleten el-Bajdá, délen Lahidzs, délnyugaton pedig Taizz kormányzóság határolja. Székhelye ed-Dáli városa. Területe 4 448 km², népessége a 2004-es népszámlálási adatok szerint 470 564 fő.

## Fordítás
Ez a szócikk részben vagy egészben  a   Governorates of Yemen című angol Wikipédia-szócikk ezen változatának fordításán alapul.  Az eredeti cikk szerkesztőit annak laptörténete sorolja fel. Ez a jelzés csupán a megfogalmazás eredetét és a szerzői jogokat jelzi, nem szolgál a cikkben szereplő információk forrásmegjelöléseként.